# Lachlan Buchanan
Lachlan Buchanan, född 25 april 1987, är en australisk skådespelare.
Buchanan har varit med den australiska TV-serien Blue Water High (2007) där han spelar Charley och Pretty Little Liars (2011) där han spelar Duncan Albert.